# Енравота (ледник)
Енравота е ледник с дължина 10 km и ширина 3,5 km намиращ се по крайбрежието на архипелаг Норденшелд в Земя Греъм, Антарктида. Ледникът е разположен югозападно от ледника Врачеш и северно от долната част на ледника Дригалски. Отлива се по южните склонове на Рут Ридж и тече на югоизток, преди да достигне ледника Дригалски, източно от Бекер Нунатакс (Bekker Nunataks). Ледникът носи името на първия български мъченик Св. Боян-Енравота (9 век).
Координатите на ледника Енравота са 64° 41' 00.0" S / 60° 48' 10.0" W